# عملية باركس

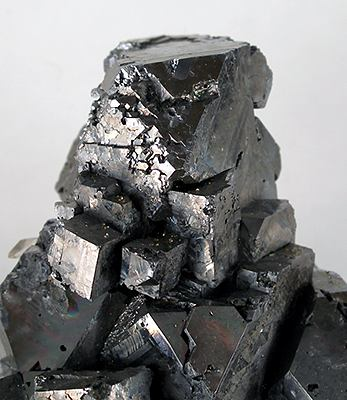

عملية باركس هي عملية صناعية حرارية تهدف لإزالة الفضة من الرصاص أثناء عمليات إنتاج صبات الرصاص.

## وصف العملية
تعتمد العملية كيميائياً على مبدأ استخلاص سائل-سائل؛ إذ أنها تستفيد من خاصية امتزاجية مصهور الزنك مع كل من فلزي الرصاص والفضة. إذ أن مصهور الزنك غير قابل للامتزاج مع الرصاص في حالته السائلة المصهورة؛ في حين أنه بالمقابل أكثر امتزاجية بحوالي 3000 ضعف مع الفضة. بالتالي عندما يضاف مصهور الزنك إلى الرصاص فإن الفضة الشائبة الموجودة في الرصاص تهاجر إلى طبقة الزنك، والتي تبقى منفصلة عن كتلة الرصاص المنصهرة، مما يسهل من فصلها بعدئذ. في مرحلة لاحقة يسخن مزيج الزنك والفضة، حيث يتبخر الزنك وتبقى الفضة النقية في وعاء التبخير. يمكن من حيث المبدأ تطبيق العملية نفسها إن كان الذهب موجوداً في خامة الرصاص.

## التاريخ
تنسب هذه العلمية إلى مبتدعها ألكسندر باركس، حيث سجل براءة اختراع لها أولاً سنة 1850؛ ثم أردفها ببراءتين إضافيتين سنة 1852.